# Juego lingüístico
Un juego lingüístico o juego de lenguaje ( a veces llamado lenguaje secreto ) es un sistema de manipulación de palabras habladas en cualquier lengua para hacerlas incomprensibles para un oyente inexperto o no iniciado. Los juegos de lenguaje son utilizados principalmente para juegos infantiles o juveniles o por grupos que intentan ocultar sus conversaciones a los demás. Algunos de los ejemplos más conocidos son el Pig Latin de Reino Unido; el galimatías, prevalente en los Estados Unidos y Suecia o el verlan, hablado en Francia. Una dificultad común a los juegos de lenguaje es que generalmente se transmiten de manera oral. Aunque se pueden hacer traducciones escritas, a menudo son imperfectas, pues la ortografía puede variar considerablemente. Algunos argumentan que las palabras de estos lenguajes hablados simplemente deberían escribirse de la forma en que se pronuncian, mientras que otros insisten en que la pureza del lenguaje exige que la transformación permanezca visible cuando las palabras se plasman en el papel.

## Usos
Algunos juegos de lenguaje como el pig latin son tan conocidos que la privacidad es prácticamente imposible, ya que la mayoría de las personas tienen una comprensión aceptable de cómo funciona y las palabras pueden sonar muy similares a su contraparte en inglés. Aunque los juegos de lenguaje no suelen usarse en la conversación cotidiana, algunas palabras de los juegos de lenguaje se han abierto camino en el habla normal, como ixnay en inglés (del latín Pig), y loufoque en francés (derivado de fou de acuerdo con las reglas de Louchébem)

## Clasificación
Una forma en que se pueden organizar los juegos de idiomas es por idioma. Por ejemplo, Pig Latin, Ubbi Dubbi, y Tutnese podrían estar todos en la categoría "Inglés", y Jerigonza podría estar en la categoría "Español", "Portugués "o " Italiano". Un método alternativo para clasificar los juegos de lenguaje es por su función. Por ejemplo, Ubbi Dubbi, Bicicleta y sv todos funcionan insertando una sílaba de código antes de la vocal en cada sílaba. Por lo tanto, estos podrían clasificarse en la familia de los galimatías. Además, Doble Discurso, Língua do Pê, Jeringonza, y B-Sprache todos funcionan agregando una consonante después de la vocal en cada sílaba y luego repitiendo la vocal. Por lo tanto, estos podrían clasificarse en la familia del Doble discurso. Otro tipo común de juego de lenguaje es el cucharería, en el que se intercambian los inicios de dos palabras. El uso de una palabra estándar para cada transformación da otro tipo, por ejemplo, el finlandés "kontinkieli", donde kontti se agrega después de cada palabra y se aplica el spoonerismo (kondäntti koonerismspontti koppliedäntti).

## Juegos de lenguaje por lenguas o idiomas
| Idioma               | Nombre                                                          | Reglas básicas | Notas |
| -------------------- | --------------------------------------------------------------- | --- | --- |
| Afrikáans            | Emmer-taal                                                      | | |
| Afrikáans            | P-taal                                                          | | |
| Albanés              | "Të folurit me f"                                               | | |
| Amhárico             | Yäwof q'uanq'ua o Yägra quanqua                                 | | |
| Árabe                | Misf                                                            | | |
| Bengalí              | Faado                                                           | Se inserta "faado" tras cada sílaba. | Ejemplo: "Aami" → "Aa-faado-Mi-faado". |
| Búlgaro              | Pileshki                                                        | Se inserta "pi" (пи) antes de cada sílaba. | Ejemplo: куче → пикупиче |
| Birmano              | Ban Zaga/Thor Zagar                                             | | Ejemplo: achit → achor thit |
| Chino cantonés       | S-language                                                      | | |
| Cebuano              | Kinabayo                                                        | | Ejemplo: "Ani-a ang salapi" → "Agadanigidi-agada agadang sagadalagadapigidi" |
| Danés                | "P-language"                                                    | | |
| Danés                | "Røversprog"                                                    | | |
| Neerlandés           |                                                                 | | |
| Neerlandés           | P-taal                                                          | Se inserta "Əp" detrás de cada sílaba. | Ejemplo: "Daar op straat staat een mannetje" → "Depaar epop strepaat stepaat epen mepannepetjepe". |
| Neerlandés           | Okki-taal                                                       | | |
| Neerlandés           | Panovese Kal                                                    | Mezcla de añadidos en cada una de las palabras.                                                                                                  | Utilizado en Limburgo, ca. 1900. Ej. "Onze vader die in de hemelen zijt" → "Onze zeder die in de vamelen hijt". |
| Inglés               | Pig Latin                                                       | | |
| Inglés               | Aigy Paigy (o Haigy Paigy)                                      | | |
| Inglés               | Alfa Balfa                                                      | Inserta "alf" delante de cada sílaba. | Ejemplo: "hello, how are you?" → "halfellalfo, halfow alfare yalfou?" |
| Inglés               | Ubbi Dubbi (o Obby Dobby)                                       | Inserta "ob" o "ub" después de cada sílaba. | |
| Inglés               | Polysyllabic ollysllabic                                        | Múltiples repeticiones y omisiones. | Ej.: "Everybody, verybody, errybody, wrybody, whybody, body, oddie, die, why". "Catastrophe, atastrophy, tastrophy, astrophy, strophee, trophy, rophy, ophee, fee, he, ee." |
| Inglés               | Jerga rimada cockney                                            | | |
| Inglés               | Gibberish                                                       | | |
| Inglés               | Inflationary English                                            | | |
| Inglés               | -izzle                                                          | Inserta "-izzle" después de la primera sílaba.                                                                                                   | Ej.: "Merry Christmas" → "Mizzle Christmizzle" |
| Inglés               | Back slang                                                      | Forma anagramas. | Usado en contadas palabras. |
| Inglés               | Spoonerism                                                      | Alteración de frases hechas por cambio de fonemas.                                                                                               | Ej.: "The pig is sick" → "The sig is pick" "she nicked my pose" → "she picked my nose" "light a fire" → "fight a liar". |
| Inglés               | Tutnese                                                         | Juego de deletreos. | Ej.: "How are you?" → "Hashowack arure yuckou?" |
| Inglés               | Uasi                                                            | | |
| Esperanto            | Esperantido                                                     | | |
| Estonio              | Pii-keel                                                        | | |
| Estonio              | Ö-keel                                                          | | |
| Finés                | Sananmuunnos                                                    | | |
| Finés                | Kontinkieli                                                     | | |
| Finés                | A-Kieli                                                         | | |
| Francés              | Louchébem                                                       | | Ejemplo: parler → larlepem |
| Francés              | Verlan                                                          | Invierte las sílabas de las palabras. | Ejemplos: racaille → caillera noir → renoi arabe → beur femme → meuf |
| Francés              | Jargon                                                          | | |
| Francés              | Javanés                                                         | Se añade «av» después de cada consonante o grupo de consonantes de una palabra, nunca tras la última. Si comienza por vocal, se inicia con «av». | Ejemplos: train → travain; bonjour → bavonjavour; gros → gravos. |
| Francés              | Loght el V                                                      | | |
| Francés              | Parler en me                                                    | | |
| Alemán               | Lav                                                             | Se añade 'lav' a cada sílaba. | |
| Alemán               | B-Language                                                      | Se añade 'b' a cada sílaba. | "Deutsche Sprache" → "Deubeutschebe Sprabachebe" |
| Alemán               | Löffelsprache                                                   | | |
| Griego               | Podaná                                                          | Similar al español vesre. | Ejemplos: "Γκόμενα" -> "Μεναγκό" "Φραγκα" -> "Γκαφρα" |
| Griego               | Korakistika                                                     | Se añade "k" + vocal anterior | "Kalimera" → "Kaka liki meke raka" |
| Griego               | Splantziana                                                     | | |
| Chino hakka          | Yuantang dialect                                                | | |
| Hebreo               | Bet-Language                                                    | | |
| Húngaro              | Madárnyelv                                                      | | |
| Húngaro              | Madárnyelv                                                      | | |
| Húngaro              | Kongarian                                                       | | |
| Húngaro              | Verzin                                                          | Sílabas invertidas | |
| Indonesio            | Bahasa G                                                        | | |
| Indonesio            | Bahasa Oke                                                      | | |
| Italiano             | Latín macarrónico                                               | | |
| Italiano             | Alfabeto farfallino                                             | Similar al albanés Të folurit me f | |
| Italiano             | Riocontra                                                       | Se invierten las sílabas de una palabra | Examples: figo → gofi; frate → tefra; sbirro → rosbi; zio → ozi |
| Islandés             | Goggamál                                                        | | |
| Islandés             | Pémál                                                           | | |
| Luo                  | Dhochi                                                          | | |
| Letón                | Pupiņvaloda                                                     | | |
| Japonés              | Babigo                                                          | | |
| Jemer                | Pheasa Krolors (ភាសាក្រលាស់)                                         | | |
| Coreano              | Gwisin Mal (귀신말) / Dokkaebi Mal (도깨비말)                   | | |
| Macedonio            | Папагалски / Parrotish                                          | | |
| Malayo               | Bahasa F                                                        | | |
| Malayo               | Ke-an                                                           | | |
| Malayo               | "Half lang"                                                     | | |
| Chino mandarín       | Huizongyu o Qiekou                                              | Se divide una sílaba en dos: la primera representa el inicio de la palabra original, la segunda representa la final.                             | Ejemplo: ni hao → nai li hai gao |
| Marati               | "Cha-Bhasha"                                                    | Cada palabra se inicia con "cha" y sus sílabas se repiten al revés.                                                                              | Ejemplo: "Dhungan dukhtay kaa?" → "Changandhu chakhtaydu chaak?"; |
| Noruego              | Røverspråk                                                      | Se repite cada consonante dos veces con una "o" en medio.                                                                                        | No: "Slik snakker man røverspråk på norsk." → Soslolikok sosnonakokkokeror momanon rorøvoverorsospoproråkok popå nonororsoskok. En: "This is how you speak røverspråk in Norwegian." → Tothohisos isos hohowow you sospopeakok rorøvoverorsospoproråkok inon nonororwowegogianon. |
| Oromo                | Afan Sinbira                                                    | | |
| Persa                | Zargari                                                         | | |
| Portugués            | Sima                                                            | | |
| Portugués            | Língua do Pê                                                    | Se añade 'P' y se repite la vocal precedente | Ejemplo: "Olá, tudo bem com você?" → "Opôlapa, tupudopô bempem compom vopocêpe?" |
| Portugués            | Língua do "i"                                                   | Todas las vocales cambian por la "i". | Ejemplo: "Olá, tudo bem?" → "Ili, tidi bim?" |
| Lenguas romances     | Lengua macarrónica                                              | Juegos | Ejemplo: "Don Quijote de la Mancha" → "Domini Quijoti Manchegui" "Uno, dos, tres, cuatro, cinco, seis..." → "Uni, doli, treli, catoli, quini, quineta..." |
| Rumano               | păsărească                                                      | | |
| Rumano               | greaca vacească                                                 | | |
| Ruso                 | Kirpichny yazyk (Кирпичный язык) o Solyony yazyk (Солёный язык) | | |
| Bosnio-Croata-Serbio | Šatrovački                                                      | | |
| Serbio               | Utrovački                                                       | | |
| Serbio               | Pig-Italian                                                     | | |
| Esloveno             | papajščina                                                      | | |
| Somalí               | Af Jinni                                                        | | |
| Español              | Idioma F                                                        | Se añade la 'F' a cada sílaba, acompañada por la misma vocal.                                                                                    | Ejemplo: Nofo sefe sifi safabefes hafablafar cofon lafa efe. Es una variante de la jerigonza. |
| Español              | Mexico City slang                                               | Sustituye una palabra por otra. | Ejemplo: Unas caguamas bien heladas → unas Kawasakis bien elásticas" |
| Español              |                                                                 | Se añede "ti" al inicio de todas las sílabas. | "Perro" → "Tipetirro" |
| Español              | Jerigonza o Jeringozo en Argentina                              | Se añade 'p' a la vocal, que se repite. | Ejemplo: "No sabe nada" → "Nopo sapabepe napadapa" |
| Español              | Rosarigasino                                                    | Añade gas después de la primera, segunda o tercera sílaba.                                                                                       | "Don Quijote de la Mancha" → "Don Quijogasote de la Magasancha". "Perro" → "Pegasorro" Hablado en Rosario, ciudad de Argentina. |
| Español              | Vesre                                                           | El orden de las sílabas se invierte desde la última a la primera. 1-2-3 → 3-2-1                                                                  | "Muchacho" → "Chochamu" Usado en Argentina, Uruguay y Perú. |
| Sueco                | Allspråket                                                      | | |
| Sueco                | Fikonspråket                                                    | | |
| Sueco                | I-sprikit                                                       | | |
| Sueco                | P-language                                                      | | |
| Sueco                | Pip-svenska                                                     | | |
| Sueco                | Rövarspråket                                                    | | |
| Tagalo               | Binaliktad                                                      | | |
| Turco                | Kuş dili                                                        | | |
| Urdu                 | Fay ki Boli                                                     | | |
| Urdu                 | Pay ki Boli                                                     | | |
| Urdu                 | Zargari Urdu                                                    | | |
| Vietnamita           | Nói lái                                                         | | |

Además, Auflinger describió algunos tipos de vicios lingüísticos o disfraces del habla en algunos idiomas cerca de la ciudad de Madang en Papúa Nueva Guinea.